# Фера, Серж
Серж Фера (фр. Serge Férat, при рождении Сергей Николаевич Ястребцов; ок. 1880, Москва, Российская империя — 13 октября 1958, Париж, Франция) — деятель русского и французского авангарда. Живописец, график, сценограф. До 1920-х годов работал в духе кубизма.

## Биография и творчество
Родился в Москве. Отец — помещик Николай Ястребцов, мать — урожденная Юлия Бейнарович. Сведения о дате рождения в источниках разнятся: 28 мая 1879 года[по какому календарю?], 28 марта (9 апреля) 1881, или 28 мая 1881 года[по какому календарю?].
Учился в Киевском художественном училище, где, возможно, поддерживал дружеские отношения с Александрой Григорович (в будущем Александра Экстер).
Около 1902 года переехал в Париж вместе со своей двоюродной сестрой Еленой Францевной д'Эттинген. Учился в Парижской Академии Жюлиана, посещал знаменитое кабаре «Проворный кролик». Из-за трудности произношения русской фамилии «Ястребцов» французы, с подачи Пабло Пикассо, называли его «J’apostrophe» (буквально: «я окликаю»).
С 1906 года работал под псевдонимом Руднев, позже стал подписывать картины именем Серж Фера.
Поддерживал дружеские отношения с Гийомом Аполлинером, Амедео Модильяни, Максом Жакобом, Блезом Сандраром. В 1913—1914 годах был соучредителем (совместно с Еленой д’Эттинген) и ведущим художественного отдела журнала «Les Soirées de Paris», в котором Аполлинер стал главным редактором. В журнале Фера писал под общим с Еленой псевдонимом Jean Cérusse (от фр. сes russes — «эти русские»).
Во время Первой мировой войны записался добровольцем во французскую армию, служил в должности санитара в парижском Итальянском госпитале.
В 1917 году Фера принял участие в оформлении декораций и костюмов для постановки сюрреалистического спектакля «Груди Терезия» (фр. Les Mamelles de Tirésias, театр Рене Мобеля, Монмартр), по пьесе Аполлинера. После смерти Аполлинера установил стелу на его могиле на кладбище Пер-Лашез.
Поддерживал связь с художницей Ирен Лагут (1893—1994).
Умер в Париже 13 октября 1958 года. Похоронен рядом с Еленой д’Эттинген на кладбище в Баньё (южный пригород Парижа).

## Родственники
Двоюродная сестра — баронесса д’Эттинген (урожденная Елена Миончинская, 1885 или 1887—1950). Псевдонимы: художник — Франсуа Анжибу (фр. Francois Angiboult), поэт — Леонард Пие (фр. Leonard Pieux), искусствовед — Рош Грей (фр. Roch Grey; статьи о Винсенте Ван Гоге, Анри Руссо, и др.). Хозяйка салона, среди посетителей которого были: Пикассо, Ж. Брак, Ф. Леже, Р. Делонэ, Л. Сюрваж (в соавторстве с ним под псевдонимом Леонард Пие создала рукодельную книгу, изданную в виде серии литографий), А. Сальмон, П. Низан, Р. Деснос, М. Эрнст, А. Соффичи, Лев Шульц и др.